# 冠位・位階制度の変遷
冠位・位階制度の変遷（かんい・いかいせいどのへんせん）では日本における冠位・位階制度の変遷について解説する。
日本において官吏の位を統一的に序列づける制度が初めて行われたのは、冠位十二階が制定された推古天皇11年（603年）のことである。大宝元年（701年）に制定された大宝律令では、位階と官職を対応させる官位相当制が確立した。その後、律令制が衰微し位階の位置付けも大きく変わったものの位階の形式自体に大きな変更はなかった。明治維新に至り従来の位階と官職をすべて廃止し、新たな位階制度を定めた。明治20年（1887年）に公布された叙位条例（明治20年勅令第10号）では位階と官職の関連を断ち、専ら顕彰のための制度となった。さらに大正15年（1926年）に公布された位階令（大正15年勅令第325号）で顕彰制度としての位階制が整備され、官吏制度・栄典制度が大きく変わった日本国憲法施行後も位階令に基づいて叙位が行われている。

## 冠位制度

### 冠位十二階
推古天皇11年（603年）、冠位十二階が制定された。官吏を大徳、小徳、大仁、小仁、大礼、小礼、大信、小信、大義、小義、大智、小智の12階の冠位に序列づけ、冠の色を変えることで明示する制度であった。具体的な色については史料が伝わっていない。

### 冠位十三階
大化3年（647年）、従来の制度を改訂した冠位十三階が定められ、翌大化4年（648年）に施行された。これは、従来冠位外とされていた紫冠を冠位制度に組み込むために、従来の十二階の上に大織から小紫までの6つの冠位を置いたものと考えられている。大錦以下の冠位の冠位十二階との対応については説が分かれている。十三階の構成は、大織・小織・大繡・小繡・大紫・小紫・大錦・小錦・大青・小青・大黒・小黒・建武である。冠の色・素材に加え、服の色も定められた（上より紫、緋、紺、緑）。

### 冠位十九階
冠位十三階は、制定の2年後、一部名称の変更と下位の冠に位置する大花から小乙までを上下に分割して、冠位十九階に改められた。その構成は、大織・小織・大繡・小繡・大紫・小紫・大花上・大花下・小花上・小花下・大山上・大山下・小山上・小山下・大乙上・大乙下・小乙上・小乙下・立身である。大化5年（649年）に施行された。

### 冠位二十六階
天智天皇3年（664年）、冠位十九階をさらに細分化した冠位二十六階が定められた。繡冠を縫冠に改訂し、花冠を錦冠に改称した。そして大錦から小乙までを上下から上中下に分割し、初冠である立身を大建、小建に分割した。

### 冠位四十八階
| 諸王十二階   | 諸王十二階   | 服色（685年） | 服色（690年） |
| ------------ | ------------ | ------------- | ------------- |
| 1            | 明大壱       | 朱花          |               |
| 2            | 明広壱       | 朱花          |               |
| 3            | 明大弐       | 朱花          |               |
| 4            | 明広弐       | 朱花          |               |
| 5            | 浄大壱       | 朱花          | 黒紫          |
| 6            | 浄広壱       | 朱花          | 黒紫          |
| 7            | 浄大弐       | 朱花          | 黒紫          |
| 8            | 浄広弐       | 朱花          | 黒紫          |
| 9            | 浄大参       | 朱花          | 赤紫          |
| 10           | 浄広参       | 朱花          | 赤紫          |
| 11           | 浄大肆       | 朱花          | 赤紫          |
| 12           | 浄広肆       | 朱花          | 赤紫          |
| 諸臣四十八階 | 諸臣四十八階 | 服色（685年） | 服色（690年） |
| 1            | 正大壱       | 深紫          | 赤紫          |
| 2            | 正広壱       | 深紫          | 赤紫          |
| 3            | 正大弐       | 深紫          | 赤紫          |
| 4            | 正広弐       | 深紫          | 赤紫          |
| 5            | 正大参       | 深紫          | 赤紫          |
| 6            | 正広参       | 深紫          | 赤紫          |
| 7            | 正大肆       | 深紫          | 赤紫          |
| 8            | 正広肆       | 深紫          | 赤紫          |
| 9            | 直大壱       | 浅紫          | 緋            |
| 10           | 直広壱       | 浅紫          | 緋            |
| 11           | 直大弐       | 浅紫          | 緋            |
| 12           | 直広弐       | 浅紫          | 緋            |
| 13           | 直大参       | 浅紫          | 緋            |
| 14           | 直広参       | 浅紫          | 緋            |
| 15           | 直大肆       | 浅紫          | 緋            |
| 16           | 直広肆       | 浅紫          | 緋            |
| 17           | 勤大壱       | 深緑          | 深緑          |
| 18           | 勤広壱       | 深緑          | 深緑          |
| 19           | 勤大弐       | 深緑          | 深緑          |
| 20           | 勤広弐       | 深緑          | 深緑          |
| 21           | 勤大参       | 深緑          | 深緑          |
| 22           | 勤広参       | 深緑          | 深緑          |
| 23           | 勤大肆       | 深緑          | 深緑          |
| 24           | 勤広肆       | 深緑          | 深緑          |
| 25           | 務大壱       | 浅緑          | 浅緑          |
| 26           | 務広壱       | 浅緑          | 浅緑          |
| 27           | 務大弐       | 浅緑          | 浅緑          |
| 28           | 務広弐       | 浅緑          | 浅緑          |
| 29           | 務大参       | 浅緑          | 浅緑          |
| 30           | 務広参       | 浅緑          | 浅緑          |
| 31           | 務大肆       | 浅緑          | 浅緑          |
| 32           | 務広肆       | 浅緑          | 浅緑          |
| 33           | 追大壱       | 深蒲萄        | 深縹          |
| 34           | 追広壱       | 深蒲萄        | 深縹          |
| 35           | 追大弐       | 深蒲萄        | 深縹          |
| 36           | 追広弐       | 深蒲萄        | 深縹          |
| 37           | 追大参       | 深蒲萄        | 深縹          |
| 38           | 追広参       | 深蒲萄        | 深縹          |
| 39           | 追大肆       | 深蒲萄        | 深縹          |
| 40           | 追広肆       | 深蒲萄        | 深縹          |
| 41           | 進大壱       | 浅蒲萄        | 浅縹          |
| 42           | 進広壱       | 浅蒲萄        | 浅縹          |
| 43           | 進大弐       | 浅蒲萄        | 浅縹          |
| 44           | 進広弐       | 浅蒲萄        | 浅縹          |
| 45           | 進大参       | 浅蒲萄        | 浅縹          |
| 46           | 進広参       | 浅蒲萄        | 浅縹          |
| 47           | 進大肆       | 浅蒲萄        | 浅縹          |
| 48           | 進広肆       | 浅蒲萄        | 浅縹          |

天武天皇14年（685年）1月、冠位二十六階を改訂し、冠位四十八階が制定された。前年10月に制定された八色の姓と関連があると言われる。史料が乏しく、二十六階との対応関係は定かではない。また同時に、諸王（親王と王の総称）を諸臣と分離して別の冠位（十二階）を与え、諸臣の上位においた。明・浄などの冠位の名称については道徳観念や徳目を表したものなどの説がある。大宝令で位階制が制定されるまで存続した。なお、明位を授けた実例はない。
同年6月には各位の朝服の色を定め、浄位以上は朱花、正位は深紫、直位は浅紫、勤位は深緑、務位は浅緑、追位は深葡萄、進位は浅葡萄とした。持統天皇の即位した持統天皇4年（690年）4月、朝服の色が改められ、浄位以下、上から黒紫、赤紫、緋、緑、縹とされた。

## 大宝令における位階制
|    | 親王     | 諸王       | 諸臣       | 外位 |
| -- | -------- | ---------- | ---------- | ---- |
| 1  | 一品     | 正一位     | 正一位     |      |
| 2  | 一品     | 従一位     | 従一位     |      |
| 3  | 二品     | 正二位     | 正二位     |      |
| 4  | 二品     | 従二位     | 従二位     |      |
| 5  | 三品     | 正三位     | 正三位     |      |
| 6  | 三品     | 従三位     | 従三位     |      |
| 7  | 四品     | 正四位上   | 正四位上   |      |
| 8  | 四品     | 正四位下   | 正四位下   |      |
| 9  |          | 従四位上   | 従四位上   |      |
| 10 | 従四位下 | 従四位下   |            |      |
| 11 | 正五位上 | 正五位上   | 外正五位上 |      |
| 12 | 正五位下 | 正五位下   | 外正五位下 |      |
| 13 | 従五位上 | 従五位上   | 外従五位上 |      |
| 14 | 従五位下 | 従五位下   | 外従五位下 |      |
| 15 |          | 正六位上   | 外正六位上 |      |
| 16 | 正六位下 | 外正六位下 |            |      |
| 17 | 従六位上 | 外従六位上 |            |      |
| 18 | 従六位下 | 外従六位下 |            |      |
| 19 | 正七位上 | 外正七位上 |            |      |
| 20 | 正七位下 | 外正七位下 |            |      |
| 21 | 従七位上 | 外従七位上 |            |      |
| 22 | 従七位下 | 外従七位下 |            |      |
| 23 | 正八位上 | 外正八位上 |            |      |
| 24 | 正八位下 | 外正八位下 |            |      |
| 25 | 従八位上 | 外従八位上 |            |      |
| 26 | 従八位下 | 外従八位下 |            |      |
| 27 | 大初位上 | 外大初位上 |            |      |
| 28 | 大初位下 | 外大初位下 |            |      |
| 29 | 少初位上 | 外少初位上 |            |      |
| 30 | 少初位下 | 外少初位下 |            |      |

大宝元年（701年）、大宝令が制定されると、官吏の序列は位階の制度に移行した。冠位四十八階を基礎として、簡素でわかりやすい名称体系に整理されている。階数は、48から30に減らされた。また、親王は一品から四品まで4階の品位（ほんい）に叙された。諸王は諸臣と同じ正一位から従五位下の間におかれ、親王と区別された。外臣に対しては正五位上から下の外位がおかれ、朝廷への功績（献金など）に応じてこれに叙された。またこれと別に、軍功等に対して授与される勲位（十二等）が置かれた。この制度は明治維新まで継続した。

## 近現代における位階制度
|    | 職員令 | 叙位条例 | 位階令 |
| -- | ------ | -------- | ------ |
| 1  | 正一位 | 正一位   | 正一位 |
| 2  | 従一位 | 従一位   | 従一位 |
| 3  | 正二位 | 正二位   | 正二位 |
| 4  | 従二位 | 従二位   | 従二位 |
| 5  | 正三位 | 正三位   | 正三位 |
| 6  | 従三位 | 従三位   | 従三位 |
| 7  | 正四位 | 正四位   | 正四位 |
| 8  | 従四位 | 従四位   | 従四位 |
| 9  | 正五位 | 正五位   | 正五位 |
| 10 | 従五位 | 従五位   | 従五位 |
| 11 | 正六位 | 正六位   | 正六位 |
| 12 | 従六位 | 従六位   | 従六位 |
| 13 | 正七位 | 正七位   | 正七位 |
| 14 | 従七位 | 従七位   | 従七位 |
| 15 | 正八位 | 正八位   | 正八位 |
| 16 | 従八位 | 従八位   | 従八位 |
| 17 | 正九位 |          |        |
| 18 | 従九位 |          |        |
| 19 | 大初位 |          |        |
| 20 | 少初位 |          |        |

明治時代の初期には新たに近代的な太政官制が敷かれ、多くの制度が再編整備された。この中で位階制は正一位から少初位まで18階に簡素化された（後に初位の上に九位を設けて20階とした）ものの、律令制での官位相当制に倣い新たに作り上げられた官職制と深く結びついて存在した。しかし1871年9月24日（明治4年8月10日）に出された明治4年太政官布告第400号により、従来の官位相当制が廃止されて新たに15階からなる「官等」が定められたことにより位階制と官職制との関係は絶たれた。もっとも位階は廃止されず専ら顕彰のための制度として、また「官位勲爵」と総称される官職・位階・勲位・爵位すべての序列を束ねる制度として機能した。

### 太政官制（職員令）における位階
太政官制における位階制度は、1869年（明治2年）に制定された職員令により定められた。従来の位階制度との違いは親王・諸王ら皇族に対する叙位を止めたこと、各位の「上」「下」をなくして18階（さらに正従九位を創設して20階）に簡素化したことなどが挙げられる。その後、官等制を導入したことにより位階と官職を関連づける制度は廃され位階は専ら顕彰のための制度となった。

### 叙位条例における位階
1887年（明治20年）に定められた叙位条例（明治20年勅令第10号）により、位階は顕彰としての性格を強めた。階数は20階から16階へさらに簡素化された。

### 位階令における位階
1926年（大正15年）に公布された位階令（大正15年勅令第325号）により、位階制度の整備が進められた。階数は叙位条例と同じく16階のままである。1946年（昭和21年）の閣議決定により生存者に対する叙位は停止され、以後、位階は専ら故人に対する顕彰のための制度となった。2001年（平成13年）の栄典制度改革においても位階制度は大きな変更は行われず、勲章・褒章と並ぶ栄典制度の一つとして位置づけられた。